# 씨엘엔컴퍼니
씨엘엔컴퍼니(CL&COMPANY)는 대한민국의 연예 기획사이다.

## 소속 연예인
- 고경표
- 김미경
- 박세영
- 서영주
- 손여은
- 안지호
- 양정아
- 윤손하
- 이강민
- 이수미
- 이택근
- 이형진
- 차지연
- 탕준상
- 태  경
- 홍서영